# Zagłębianka Dąbrowa Górnicza (piłka nożna kobiet)
Zagłębianka Dąbrowa Górnicza – sekcja piłki nożnej kobiet klubu sportowego Zagłębianka Dąbrowa Górnicza. Sekcja istniała w latach 1983–2000. W latach 1988 i 1990 drużyna zdobywała mistrzostwo Polski, a w roku 1990 również Puchar Polski.
Sekcja piłki nożnej kobiet Zagłębianki Dąbrowa Górnicza powstała w 1983 roku z inicjatywy ówczesnego prezesa klubu, Wiesława Chudzickiego. Drużyna od początku przystąpiła do rozgrywek I ligi (wówczas nie było w Polsce niższych klas rozgrywkowych). Największymi sukcesami zespołu było dwukrotne zdobycie tytułu Mistrza Polski (w latach 1988 i 1990). Do pierwszego tytułu zawodniczki poprowadził trener Stefan Rygalik, drugie mistrzostwo Zagłębianka zdobyła pod wodzą Zbigniewa Sączka. W 1990 roku zespół zdobył także Puchar Polski. W 1993 roku drużyna spadła jednak do II ligi. W roku 1995 sekcję przeniesiono do klubu Zagłębie Dąbrowa Górnicza. Po rundzie jesiennej sezonu 1999/2000 zespół z powodów finansowych został wycofany z rozgrywek i rozwiązany. Przed likwidacją drużyna zdążyła jeszcze na początku 2000 roku wziąć udział w halowych mistrzostwach Polski, na których wywalczyła brązowe medale.